# Ted Diro
Edward "Ted" Diro, född 1944 i Rigo, provinsen Central i Papua Nya Guinea, var guvernör i provinsen Central 1997-1999 och utrikesminister i Papua Nya Guinea 1986-1987.